# Elezioni parlamentari in Lettonia del 2014
Le elezioni parlamentari in Lettonia del 2014 si tennero il 4 ottobre per il rinnovo del Saeima. In seguito all'esito elettorale, Laimdota Straujuma, espressione di Unità, divenne Primo ministro; nel 2016 fu sostituita da Māris Kučinskis, esponente di una formazione politica («Partito di Liepāja») federata all'Unione dei Verdi e degli Agricoltori.
Le consultazioni furono indette anticipatamente rispetto alla scadenza naturale della precedente legislatura, fissata nel 2015.
Rispetto alle elezioni del 2011, il Partito della Riforma presentò propri candidati nelle liste del Partito Socialdemocratico "Armonia", mentre il Partito Socialdemocratico dei Lavoratori concorse all'interno dell'Alleanza Lettone delle Regioni.
I partiti a superare la soglia di sbarramento del 5% furono sei: il Partito Socialdemocratico "Armonia", Unità, Unione dei Verdi e degli Agricoltori, Alleanza Nazionale e i due nuovi partiti Dal Cuore per la Lettonia e Alleanza Lettone delle Regioni.

## Risultati
| Liste                                                 | Voti    | %     | Seggi |
| ----------------------------------------------------- | ------- | ----- | ----- |
| Partito Socialdemocratico "Armonia"                   | 209 887 | 23,15 | 24    |
| Unità                                                 | 199 535 | 22,01 | 23    |
| Unione dei Verdi e degli Agricoltori                  | 178 210 | 19,66 | 21    |
| Alleanza Nazionale                                    | 151 567 | 16,72 | 14    |
| Dal Cuore per la Lettonia                             | 62 521  | 6,90  | 7     |
| Alleanza Lettone delle Regioni                        | 60 812  | 6,71  | 8     |
| Unione Russa di Lettonia                              | 14 390  | 1,59  | –     |
| Uniti per la Lettonia                                 | 10 788  | 1,19  | –     |
| Per lo Sviluppo della Lettonia                        | 8 156   | 0,90  | –     |
| Nuovo Partito Conservatore                            | 6 389   | 0,70  | –     |
| Libertà. Liberi dalla Paura, dall'Odio e dalla Rabbia | 1 735   | 0,19  | –     |
| Crescita                                              | 1 515   | 0,17  | –     |
| Sovranità                                             | 1 033   | 0,11  | –     |
| Totale                                                | 906 538 | 100   | 100   |